# Colesburg
Colesburg és una població dels Estats Units a l'estat d'Iowa. Segons el cens del 2000 tenia 412 habitants.

## Demografia
Segons el cens del 2000, Colesburg tenia 412 habitants, 185 habitatges, i 123 famílies. La densitat de població era de 548,5 habitants per km².
Dels 185 habitatges en un 24,3% hi vivien nens de menys de 18 anys, en un 60% hi vivien parelles casades, en un 4,9% dones solteres, i en un 33,5% no eren unitats familiars. En el 33,5% dels habitatges hi vivien persones soles el 21,6% de les quals corresponia a persones de 65 anys o més que vivien soles. El nombre mitjà de persones vivint en cada habitatge era de 2,23 i el nombre mitjà de persones que vivien en cada família era de 2,81.
Per edats la població es repartia de la següent manera: un 20,1% tenia menys de 18 anys, un 5,3% entre 18 i 24, un 23,1% entre 25 i 44, un 26,2% de 45 a 60 i un 25,2% 65 anys o més.
L'edat mediana era de 46 anys. Per cada 100 dones de 18 o més anys hi havia 84,8 homes.
La renda mediana per habitatge era de 33.068 $ i la renda mediana per família de 41.750 $. Els homes tenien una renda mediana de 31.667 $ mentre que les dones 17.396 $. La renda per capita de la població era de 16.638 $. Entorn del 4,6% de les famílies i el 5,2% de la població estaven per davall del llindar de pobresa.

## Poblacions més properes
El següent diagrama mostra les poblacions més properes.